# Kärrbomossen (Tölö socken, Halland, 638245-127954)
Kärrbomossen är en sjö i Kungsbacka kommun i Halland och ingår i Kungsbackaåns huvudavrinningsområde.